# Oklahoma City Blue 2018-2019
La stagione 2018-19 degli Oklahoma City Blue fu la 18ª nella NBA D-League per la franchigia.
Gli Oklahoma City Blue vinsero la Midwest Division con un record di 34-16. Nei play-off vinsero il primo turno con i Salt Lake City Stars (1-0), perdendo poi la semifinale di conference con i Santa Cruz Warriors (1-0).

## Roster
| N° | Naz.                   | Ruolo | Sportivo         | Anno | Alt. | Peso |
| -- | ---------------------- | ----- | ---------------- | ---- | ---- | ---- |
| 1  | Stati Uniti (bandiera) | C     | Richard Solomon  | 1992 | 211  | 107  |
| 3  | Stati Uniti (bandiera) | G     | Abdul Gaddy      | 1992 | 191  | 84   |
| 5  | Stati Uniti (bandiera) | A     | Kevin Hervey     | 1996 | 206  | 104  |
| 6  | Stati Uniti (bandiera) | G     | Hamidou Diallo   | 1998 | 196  | 90   |
| 8  | Stati Uniti (bandiera) | G     | Kethan Savage    | 1993 | 191  | 93   |
| 11 | Stati Uniti (bandiera) | A     | Justin Leon      | 1995 | 203  | 93   |
| 13 | India (bandiera)       | A     | Amjyot Singh     | 1992 | 203  | 104  |
| 14 | Stati Uniti (bandiera) | G     | K.J. McDaniels   | 1993 | 198  | 93   |
| 15 | Stati Uniti (bandiera) | A     | Donte Grantham   | 1995 | 203  | 93   |
| 20 | Stati Uniti (bandiera) | G     | Bryce Alford     | 1995 | 191  | 84   |
| 24 | Stati Uniti (bandiera) | G     | Anthony Roberson | 1994 | 196  | 82   |
| 26 | Croazia (bandiera)     | A     | Duje Dukan       | 1991 | 208  | 100  |
| 30 | Stati Uniti (bandiera) | G     | Deonte Burton    | 1994 | 196  | 113  |
| 32 | Stati Uniti (bandiera) | G     | Scotty Hopson    | 1989 | 201  | 93   |
| 33 | Stati Uniti (bandiera) | A     | Chris Wright     | 1988 | 203  | 103  |
| 34 | Porto Rico (bandiera)  | C     | Tyler Davis      | 1997 | 208  | 121  |
| 44 | Stati Uniti (bandiera) | GA    | Dez Wells        | 1992 | 196  | 98   |
| 50 | Stati Uniti (bandiera) | C     | Liam McMorrow    | 1987 | 218  | 125  |
|    | Stati Uniti (bandiera) | G     | Devon Hall       | 1995 | 196  | 96   |
|    | Egitto (bandiera)      | GA    | Abdel Nader      | 1993 | 196  | 102  |

## Staff tecnico
- Allenatore: Mark Daigneault
- Vice-allenatori: David Akinyooye, Kameron Woods, Taj Finger, Grant Gibbs